# Пералехос-де-лас-Тручас
Пералехос-де-лас-Тручас (ісп. Peralejos de las Truchas) — муніципалітет в Іспанії, у складі автономної спільноти Кастилія-Ла-Манча, у провінції Гвадалахара. Населення — 172 особи (2010).
Муніципалітет розташований на відстані близько 150 км на схід від Мадрида, 110 км на схід від Гвадалахари.

## Демографія
Динаміка населення (INE ):